# Tipula bosnica
Tipula bosnica är en tvåvingeart som beskrevs av Gabriel Strobl 1898. Tipula bosnica ingår i släktet Tipula och familjen storharkrankar. Inga underarter finns listade i Catalogue of Life.